# Polietina univittata
Polietina univittata är en tvåvingeart som beskrevs av Márcia Souto Couri och Barros de Carvalho 1996. Polietina univittata ingår i släktet Polietina och familjen husflugor. Inga underarter finns listade i Catalogue of Life.